# Peter Heuer
Peter Heuer (* 21. April 1939) war Fußballspieler in der DDR-Oberliga, der höchsten Spielklasse des DDR-Fußballverbandes, und spielte dort für den SC Aufbau / 1. FC Magdeburg.

## Sportliche Laufbahn
Bevor Heuer im Alter von 24 Jahren zu Beginn der Fußballsaison 1963/64 zum SC Aufbau Magdeburg kam, hatte er in der Magdeburger Betriebssportgemeinschaft Turbine gespielt, zuletzt in der zweitklassigen I. DDR-Liga. Sein erstes Pflichtspiel für den SC Aufbau bestritt Heuer am 18. August 1963, dem 2. Oberligaspieltag der Saison 1963/64, als Mittelstürmer in der Begegnung SC Leipzig – SC Aufbau (4:0). Insgesamt kam Heuer in dieser Saison dreimal zum Einsatz, und er stand nicht im Aufgebot der Mannschaft, die am Ende der Spielzeit erstmals den DDR-Fußballpokal gewann. Auch als die Magdeburger 1965 ihren Pokaltriumph wiederholten, fehlte Heuer im Endspiel, hatte in der angelaufenen Saison aber immerhin zehn Punktspiele absolviert.
Durch die beiden Pokalsiege hatte sich der SC Aufbau für die Wettbewerbe um den Europapokal der Pokalsieger qualifiziert. Gleich im ersten Europapokalspiel der Magdeburger wurde Heuer mit aufgeboten. Beim 1:1 zuhause gegen Galatasaray Istanbul schoss er den Führungstreffer für seine Mannschaft. Auch das Rückspiel wurde mit Heuer bestritten, und mit seinem 1:1-Ausgleichstreffer erzwang er ein drittes Spiel gegen die Türken. Auch diese Begegnung endete trotz Verlängerung 1:1, Heuer gelang diesmal kein Tor, und er musste miterleben, wie der anschließende Münzwurf gegen seine Mannschaft entschied. Sein viertes und letztes Europapokalspiel bestritt Heuer ohne eigenen Torerfolg im Hinspiel der 1. Runde der Saison 1965/66 beim 1:0-Sieg des SC Aufbau über Spora Luxembourg.
Die Oberligaspielzeit 1965/66 war die letzte Saison, die Heuer für die Magdeburger absolvierte. Am 8. April 1966 stand er für den inzwischen aus der Fußballsektion des SC Aufbau neu gegründeten 1. FC Magdeburg in der Oberligabegegnung FC Vorwärts Berlin – 1. FC Magdeburg (2:0) zum letzten Mal auf dem Platz. In seinen vier Jahren beim Magdeburger Klub hatte er 16 Punktspiele bestritten, in denen er vier Tore erzielte. Außerdem war er in zwei nationalen und vier internationalen Pokalspielen eingesetzt worden.
27-jährig wechselte Heuer im Sommer 1966 nach Haldensleben zum Viertligisten BSG Lokomotive und verhalf der Mannschaft sofort zum Aufstieg in die Bezirksliga Magdeburg. Auch nach seiner aktiven Zeit blieb Heuer dem Fußball treu. Noch 2008 war er Mitglied des Sportgerichts des Fußballverbandes Sachsen-Anhalt.